# Marienkapelle (Unter-Abtsteinach)

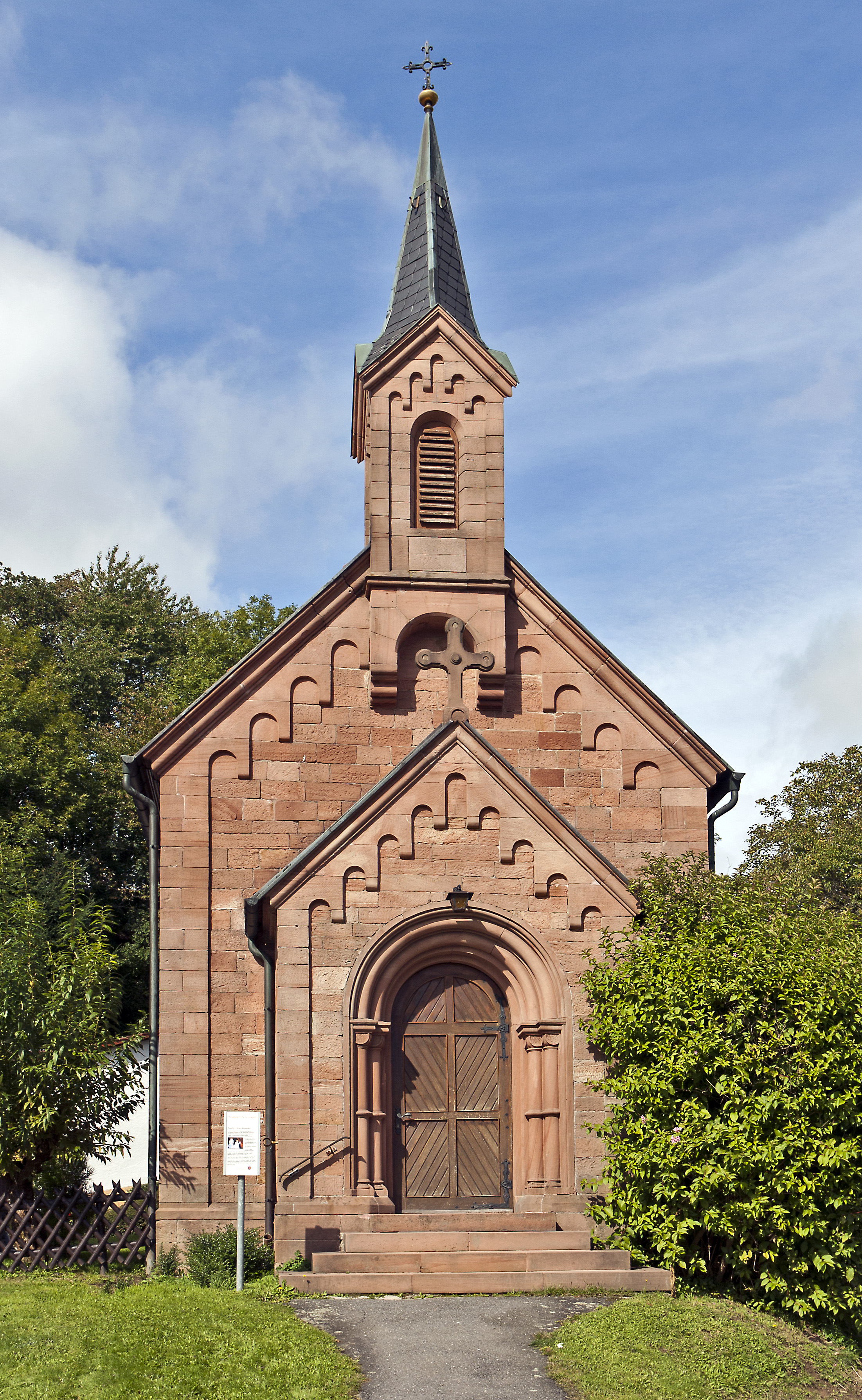
Marienkapelle (Unter-Abtsteinach)

Die römisch-katholische, denkmalgeschützte Kirche Marienkapelle steht in Unter-Abtsteinach, einem Ortsteil der Gemeinde Abtsteinach im Landkreis Bergstraße in Hessen. Die Kapelle steht im Bereich des Dekanats Bergstraße-Ost des Bistums Mainz.

## Beschreibung
Die neuromanische Kapelle wurde 1898/99 nach einem Entwurf des Kreisbauinspektors an der Stelle eines Vorgängerbaus errichtet. Sie hat im Südosten einen Portikus und einen Giebelreiter, der mit einem schiefergedeckten, achtseitigen, spitzen Helm bedeckt ist, und eine Apsis im Nordwesten. Die Bogenfenster der Apsis zeigen die heiligen Josef und Ludwig. Auf dem Altar befindet sich ein Andachtsbild von Maria vom Ende des 17. Jahrhunderts.